# Johann V. (Mecklenburg)
Johann V. von Mecklenburg (* 1418; † zwischen 1. November 1442 und 13. Januar 1443) war von 1436 bis 1442 Herzog zu Mecklenburg.
Johann V. von Mecklenburg wurde als Sohn des mecklenburgischen Herzogs Johann IV. und Katharina von Sachsen-Lauenburg geboren.
Er regierte nach dem Tod des Vaters und Albrechts V., anfangs unter Regentschaft seiner Mutter Katherina, ab 1436 zusammen mit seinem Bruder Heinrich IV.
Am 17. September 1436 heiratete er Anna von Pommern-Stettin († nach dem 14. Mai 1447), die Tochter von Kasimir V. von Pommern-Stettin. Wahrscheinlich wurde er im Doberaner Münster beerdigt.